# George Lichtheim
George Lichtheim, född 6 november 1912 i Berlin, död 22 april 1973 i London, var en tysk-brittisk socialist, författare och marxistisk teoretiker. Hans bibliografi innehåller en rad verk om socialism och marxism. Därutöver skrev Lichtheim artiklar för bland annat The New York Review of Books, Palestine Post, Commentary, Partisan Review, Dissent, The New Leader, Encounter och The Times Literary Supplement. Hans bibliografi innehåller en rad verk om socialism och marxism.
George Lichtheim begick självmord i London 1973.